# Killers
Killers er det andet album fra heavy metalbandet Iron Maiden der blev udgivet d. 2. februar 1981 gennem EMI i England. Det var det første album med guitaristen Adrian Smith og det sidste med vokalist Paul Di'Anno som forlod bandet på grund af alkohol og kokainproblemer. Det var også den første udgivelse produceret af veteranproduceren Martin Birch der kom til at producere deres otte efterfølgende albums før han trak sig tilbage efter Fear of the Dark i 1992. 
Albummet indeholder to instrumentale numre og næsten udelukket skrevet af Steve Harris med kun en smule assistance fra resten af bandet. Alle sangene med undtagelse af "Murders in the Rue Morgue" og "Killers" var skrevet før udgivelsen af deres debutalbum. De kunne ikke få alle sangene på albummet og numrene blev genindspillet denne gang med guitarist Adrian Smith. En tidlig version af "Wrathchild" var med på Metal for Muthas opsamlingen.
Den amerikanske version af albummet udkom nogen måneder efter udgivelsen i England gennem Harvest Records/Capitol Records og efterfølgende gennem Sanctuary Records/Columbia Records. "Twilight Zone" blev føjet til albummet. 
Sangen "Murders in the Rue Morgue" er baseret på historien af samme navn af forfatteren Edgar Allan Poe. "Rue Morgue" er navnet på en fiktiv gade i Paris som på engelsk blev oversat til "Mortuary Street."
Sangen "Wrathchild" blev genindspillet på Iron Maidens hyldestalbum Numbers from the Beast med Di'anno som vokalist, Alex Skolnick som leadguitarist, Chris Traynor på rytmeguitar, Frank Bello på bas og John Tempesta som trommespiller. Et cover af sangen kan også findes på playstationspillet Guitar Hero Encore: Rocks the 80s.

## Numre
Alle sangene er af Steve Harris medmindre andet er noteret.

### Original udgivelse i England
1. "The Ides of March" – 1:46
2. "Wrathchild" – 2:54
3. "Murders in the Rue Morgue" – 4:18
4. "Another Life" – 3:22
5. "Genghis Khan" – 3:06
6. "Innocent Exile" – 3:53
7. "Killers" (Di'Anno, Harris) – 5:01
8. "Prodigal Son" – 6:11
9. "Purgatory" – 3:20
10. "Drifter" – 4:48

### Original udgivelse i USA
1. "The Ides of March" – 1:45
2. "Wrathchild" – 2:54
3. "Murders in the Rue Morgue" – 4:19
4. "Another Life" – 3:22
5. "Genghis Khan" – 3:06
6. "Innocent Exile" – 3:53
7. "Killers" (Di'Anno, Harris) – 5:01
8. "Twilight Zone" (Harris, Murray) – 2:34
9. "Prodigal Son" – 6:11
10. "Purgatory" – 3:21
11. "Drifter" – 4:48

### Kvalitetsforbedret genudgivelse
1. "The Ides of March" – 1:45
2. "Wrathchild" – 2:54
3. "Murders in the Rue Morgue" – 4:19
4. "Another Life" – 3:22
5. "Genghis Khan" – 3:06
6. "Innocent Exile" – 3:53
7. "Killers" (Di'Anno, Harris) – 5:01
8. "Prodigal Son" – 6:11
9. "Purgatory" – 3:21
10. "Twilight Zone" (Harris, Murray) – 2:34
11. "Drifter" – 4:48

### Genudgivet bonuscd fra 1995
1. "Women in Uniform" (Skyhooks cover)
2. "Invasion"
3. "Phantom of the Opera (live)"
4. "Running Free (live)" (Harris, Di'Anno)
5. "Remember Tomorrow (live)" (Harris, Di'Anno)
6. "Wrathchild (live)"
7. "Killers (live)" (Harris, Di'Anno)
8. "Innocent Exile (live)"

## Musikere
- Paul Di'Anno – Vokal
- Dave Murray – Guitar
- Adrian Smith – Guitar, bagvokal
- Steve Harris – Bas, bagvokal
- Clive Burr – Trommer